# خواجه اولیا
خواجه اولیا (به لاتین: Khvajeh Owlia') یک منطقهٔ مسکونی در افغانستان است که در ولایت بغلان واقع شده‌است.